# Elena Gemo
Elena Gemo (Padua, 17 de mayo de 1987) es una deportista italiana que compitió en natación, especialista en el estilo. Ganó cinco medallas en el Campeonato Europeo de Natación en Piscina Corta entre los años 2008 y 2015.

## Palmarés internacional
| Campeonato Europeo en Piscina Corta | Campeonato Europeo en Piscina Corta | Campeonato Europeo en Piscina Corta | Campeonato Europeo en Piscina Corta |
| Año                                 | Lugar                               | Medalla                             | Prueba                              |
| ----------------------------------- | ----------------------------------- | ----------------------------------- | ----------------------------------- |
| 2008                                | Rijeka (Croacia)                    | Medalla de bronce                   | 50 m espalda                        |
| 2008                                | Rijeka (Croacia)                    | Medalla de bronce                   | 4 × 50 m estilos                    |
| 2010                                | Eindhoven (Países Bajos)            | Medalla de plata                    | 50 m espalda                        |
| 2010                                | Eindhoven (Países Bajos)            | Medalla de bronce                   | 4 × 50 m estilos                    |
| 2015                                | Netanya (Israel)                    | Medalla de bronce                   | 4 × 50 m estilos                    |